# Église Saint-Jean d'Aisonville-et-Bernoville
L'église Saint-Jean d'Aisonville-et-Bernoville est une église située à Aisonville-et-Bernoville, en France.

## Localisation
Édifiée au milieu du cimetière, l'église Saint-Jean d'aisonville-et-Bernoville est située à la sortie du village, sur la route de Guise.

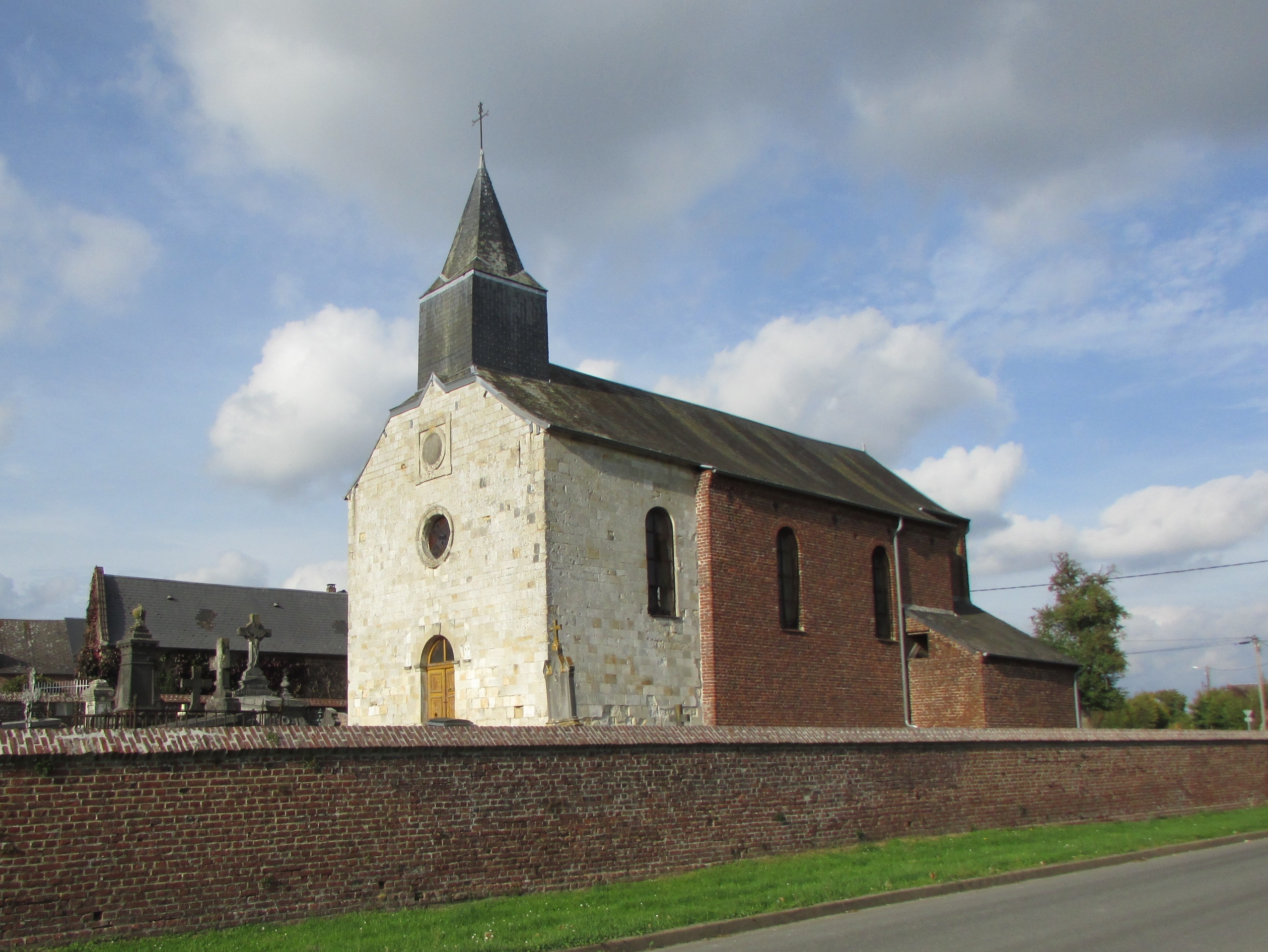
Vue de l'église Saint-Jean,
au milieu du cimetière.